# Ariha (okrug)
Okrug Ariha (ar. منطقة أريحا) je okrug u sirijskoj pokrajini Idlib. Po popisu iz 2004. (prije rata), distrikt je imao 175.994 stanovnika. Administrativno sjedište je u naselju Ariha.

## Nahije
Okrug je podijeljen u nahije (broj stanovnika se odnosi na popis iz 2004.):
- Ariha (ناحية أريحا): 83.487 stanovnika .[2]
- Ihsim (ناحية إحسم): 65.409 stanovnika.[3]
- Muhambal (ناحية محمبل): 27.098 stanovnika.[4]